# Bijbel van Borso d'Este

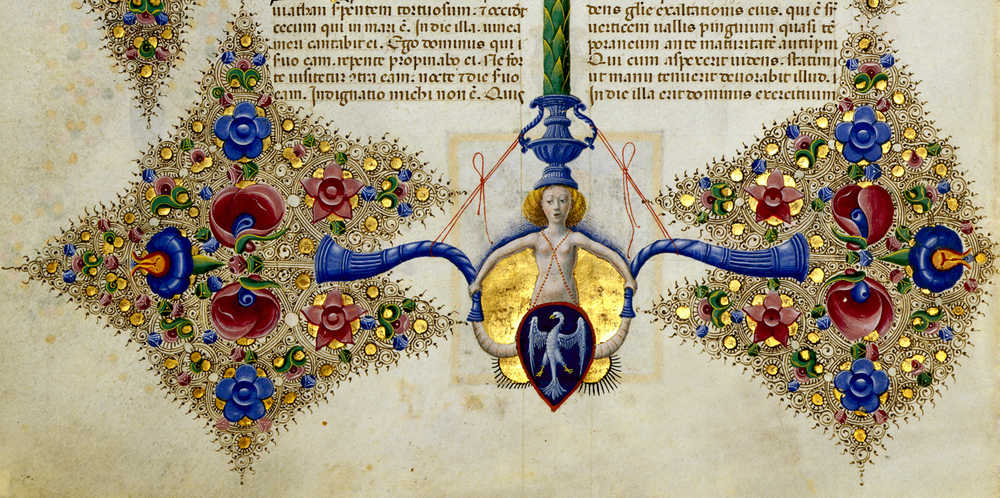
Verlichting met wapenschild van Este

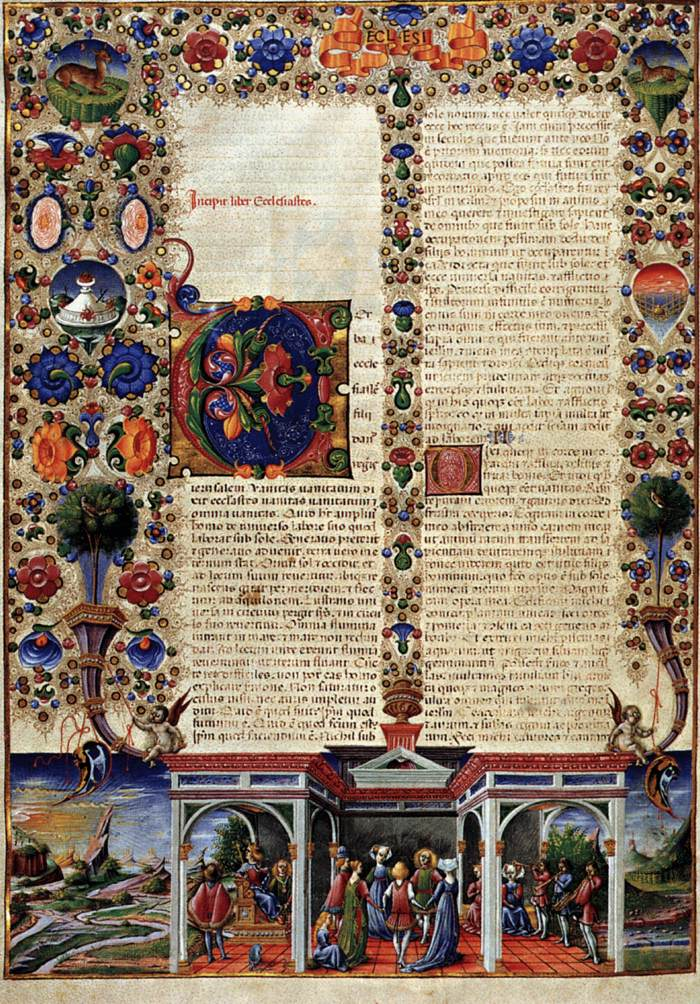
Pagina uit de Borso d'Este Bijbel

De Bijbel van Borso d'Este is een handschrift bestaande uit twee delen. De verlichte miniaturen, het werk van Taddeo Crivelli en anderen, zijn gemaakt tussen 1455 en 1461. Het werk bevindt zich in de Biblioteca Estense di Modena (Ms. Lat. 422-423.) In 1937 werd de bijbel van Borso d'Este in een beperkte oplage gereproduceerd door Bestetti Edizioni d'Arte die tegenwoordig een hoge veilingwaarde heeft die als een kunstwerk wordt beschouwd.

## Geschiedenis
De bijbel van Borso d'Este, bevat enkele van de mooiste renaissancistische miniaturen en werd gedurende een periode van zes jaar gemaakt door een team van artiesten, geleid door Taddeo Crivelli en Franco dei Russi. Hij werd in 1598 van Ferrara naar Modena overgebracht. Het handschrift bleef in Modena tot 1859, waarna het door Francesco V werd verplaatst, samen met de grootste schatten van het koninklijk huis. De Bijbel werd tijdens de Eerste Wereldoorlog teruggevonden door senator Giovanni Treccani. Deze heeft hem geschonken aan aan de Bibliotheek van Modena.

## Beschrijving en stijl
Elke pagina van de bijbel is versierd met een elegante kaders van van rollen papier die twee kolommen tekst omringen. De marge bevat verschillende scènes, vooral in de onderste helft. Er zijn ook scènes tussen de kolommen, meestal bij de initialen en verlichte letters. In de hoeken staan meestal dieren, getoond met levendige verbeelding, als onderdeel van de hofstijl van die tijd en vaak verbonden met de heraldische symbolen van Borso en zijn familie.

## Andere beelden

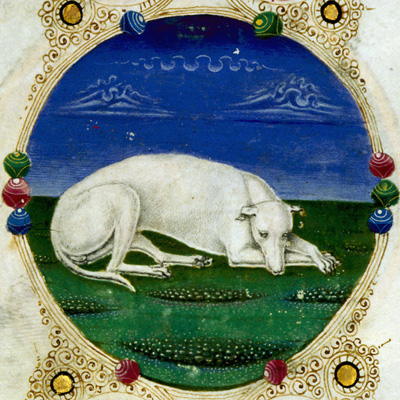
Animali
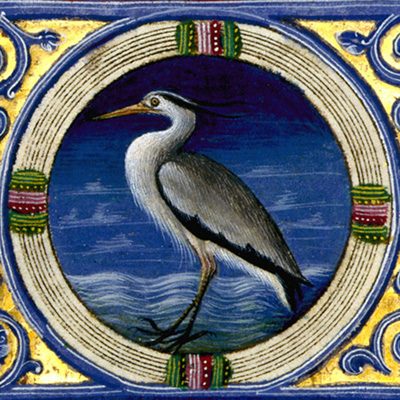
Animali
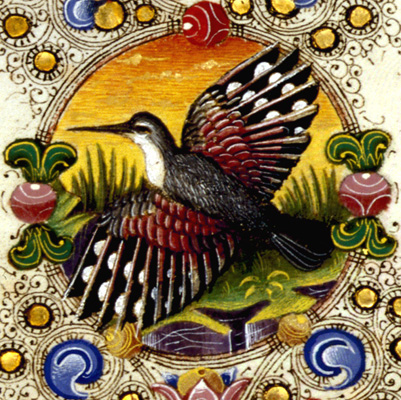
Animali
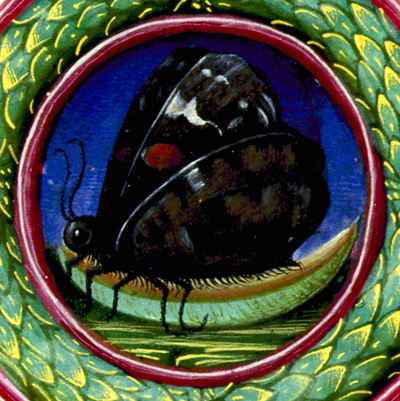
Animali

## Reproducties en provenance
Zakenman Giovanni Treccani kocht het handschrift in 1923 in Parijs, voor het enorme bedrag van 5 miljoen lire. Trecanni maakte toen verschillende kopieën.